# 이치카와미사토정
이치카와미사토정(일본어: 市川三郷町)은 일본 야마나시현 니시야쓰시로군의 정이다.
정명은 니시야쓰시로군의 구 이치카와다이몬정(市川大門町), 구 미타마정(三珠町), 구 로쿠고정(六郷町)이 대등 합병하면서 구 이치카와다이몬정의 "市川"와 구 미타마정의 "三", 구 로쿠고정의 "郷"을 합성해 만든 것이다.
덧붙여 가미쿠이시키촌은 고후시와 후지카와구치코정에 분할 편입되었기 때문에 현재는 니시야쓰시로군을 구성하는 유일한 지방자치단체이기도 하다.

## 지리
고후 분지의 최남단에 위치한다. 고후 분지를 흘러 온 후에후키강과 가마나시강, 미사카 산지로부터 흘러 온 아시카와강이 이곳에서 합류해 일본 3대 급류 중 하나로 여겨지는 후지강이 된다.

## 역사
- 2005년 10월 1일 - 이치카와다이몬정, 미타마정, 로쿠고정이 합병해 이치카와미사토정이 성립하였다. 동일  정사무소 본청사에서 합병 기념식이 개최되었다.

## 인구
| 연도 | 인구   | ±%    |
| ---- | ------ | ----- |
| 1960 | 25,078 | —     |
| 1970 | 23,056 | −8.1% |
| 1980 | 21,985 | −4.6% |
| 1990 | 20,641 | −6.1% |
| 2000 | 18,854 | −8.7% |
| 2010 | 17,113 | −9.2% |

## 지구
- 旧이치카와다이몬정[1]
  - 이치카와다이몬 市川大門（いちかわだいもん）
  - 다카타 高田（たかた）
  - 인자와 印沢（いんざわ）
  - 야마하 山保（やまほ）
  - 구로사와 黒沢（くろさわ）
  - 시모오도리이 下大鳥居（しもおおどりい）
  - 하치노시리 八之尻（はちのしり）
- 旧미타마정[1]
  - 우에노 上野（うえの）
  - 오쓰카 大塚（おおつか）
  - 시모아시가와 下芦川（しもあしがわ）
  - 산정 三帳（さんちょう）
  - 다카하기 高萩（たかはぎ）
  - 누타 垈（ぬた）
  - 나카야마 中山（なかやま）
  - 하타쿠마 畑熊（はたくま）
- 旧로쿠고정[1]
  - 이와마 岩間（いわま）
  - 오치이 落居（おちい）
  - 구스호 楠甫（くすほ）
  - 미야바라 宮原（みやばら）
  - 쓰즈라산와 葛籠沢（つづらさわ）
  - 가모가리쓰무기 鴨狩津向（かもがりつむぎ）
  - 고하치 五八（ごはち）
  - 이와시타 岩下（いわした）
  - 데라도코 寺所（てらどこ）

## 교통

### 철도
- 도카이 여객철도
  - 미노부선

### 도로
- 국도 140호선
- 국도 358호선

### 고속도로
- 주오자동차도

## 방송국
- 이치카와다이몬 TV중계국 (市川大門テレビ中継局)
- 이치카와미사토 중계국(市川三郷中継局)